# Modernismo en Ecuador

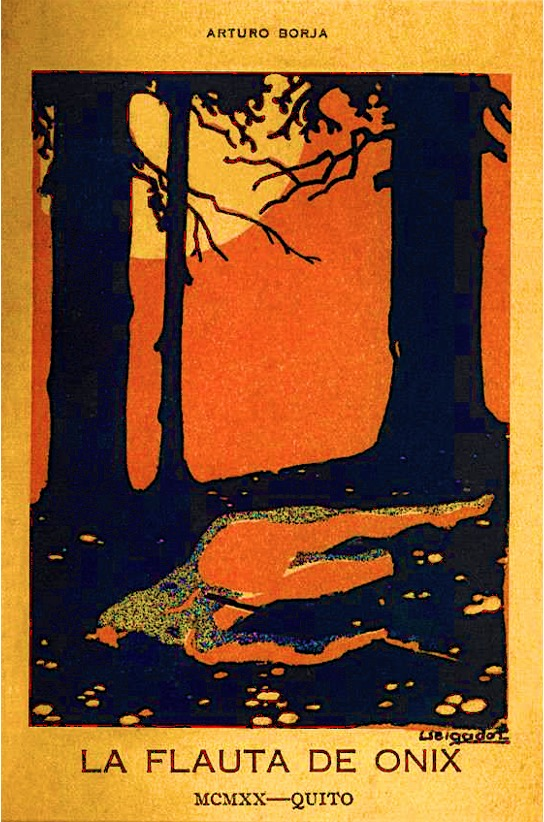
La flauta de ónix de Arturo Borja. Poemario publicado de manera póstuma.

El modernismo en Ecuador fue una corriente estética con protagonismo en la literatura donde destacaron varios escritores. Primeramente, la "Generación Decapitada" estuvo conformada por cuatro poetas jóvenes: Arturo Borja, Medardo Ángel Silva, Humberto Fierro y Ernesto Noboa y Caamaño, cuyas vidas estuvieron marcadas por la melancolía y la muerte prematura. Borja, líder del grupo, introdujo la influencia francesa y el opio en su obra, y su suicidio en 1912 conmocionó a la sociedad. Silva, conocido por su profunda melancolía y obsesión con la muerte, dejó un legado literario significativo a pesar de su corta vida, que terminó en suicidio a los 21 años. Fierro, de sensibilidad extrema y conexión con el simbolismo francés, vivió una vida bohemia y murió a los 39 años. Noboa y Caamaño, influenciado por los poetas malditos franceses, abordó temas de melancolía y drogas en su obra, falleciendo a los 38 años. Además de la "Generación Decapitada", otros autores importantes del modernismo ecuatoriano fueron Alfonso Moreno Mora y José María Egas. Moreno Mora, de sensibilidad y lirismo notables, exploró temas de nostalgia y naturaleza en su poesía. Egas, con una obra que abarca amor, pérdida y trascendencia, dejó un legado de poemas musicalizados que enriquecen la cultura ecuatoriana. En la prosa modernista y la crítica literaria, destacan Isaac J. Barrera y Gonzalo Zaldumbide. Barrera, crítico literario y cofundador de la revista "Letras", consolidó su reputación en el mundo literario ecuatoriano y amplió su campo de estudio a la historia. Zaldumbide, también crítico literario y narrador, exploró temas de identidad latinoamericana y dejó un legado de prosa modernista y ensayos críticos.

## Historia y principales exponentes

### Antecedentes: el parnasianismo
César Borja Lavayen fue un médico, investigador, escritor, poeta parnasiano y político, nació en Quito en 1851, pero desarrolló la mayor parte de su vida en Guayaquil. Su formación clásica, adquirida en el Colegio Particular del señor Echanique, le permitió cultivar una poesía elegante y propia, aunque su obra no ha sido ampliamente difundida entre las nuevas generaciones. Su producción literaria, recogida principalmente en "Flores Tardías y Joyas Ajenas" (1909), muestra una influencia parnasiana, pero también rasgos románticos y modernistas. Además de sus composiciones originales, Borja realizó traducciones de poetas franceses como Baudelaire y Verlaine. Su obra poética, sin embargo, es solo una parte de su legado, ya que también incursionó en la política, ocupando cargos como diputado, alcalde de Guayaquil y ministro, en una época de intensa agitación política en el país. A pesar de su relevancia, la obra de Borja ha sido poco difundida, debido a la escasez de ediciones.
Francisco Falquez Ampuero fue un destacado poeta, abogado y escritor guayaquileño, nacido el 17 de abril de 1877. Desde joven, mostró un gran interés por la literatura, fundando la "Sociedad Amante de la Ciencia" y editando el semanario "El Pensamiento". Su prolífica producción literaria abarcó diversos géneros, incluyendo poesía, teatro y periodismo, con obras como "Rondeles Indígenas y Mármoles Lavados" y "Gobelinos", esta última aclamada por la crítica. Falquez Ampuero recibió numerosos homenajes a lo largo de su carrera, incluyendo una "Corona de Laureles de Oro" otorgada por la Reina de los Universitarios en 1930. Su legado literario incluye una extensa obra poética, con títulos como "Telas Aureas", "Hojas de Acanto" y "Cajas de Cromos", convirtiéndolo en uno de los poetas. Fálquez Ampuero, en la transición hacia el modernismo a principios del siglo XX. A pesar de su relevancia, estos autores han sido en gran medida ignorados por la crítica literaria, con excepciones notables como Isaac Barrera y Augusto Arias. En colaboración con poetas colombianos como Gustavo Ruiz y Juan Ignacio Gálvez, fueron pioneros en introducir la nueva métrica y sensibilidad modernista en Ecuador, no solo en Guayaquil, sino en todo el país. Participó de reuniones literarias en Guayaquil, donde se recitaban poemas modernistas, como "El leproso" de Juan Ignacio Gálvez
A estos dos escritores se debe mencionar también a Gallegos del Campo, Nicolás Augusto González, Rafael Pino Roca, Víctor Hugo Escala, Wenceslao Pareja, Miguel E. Neira, Eleodoro Avilés Minuche, Modesto Chávez Franco que  representaron el movimiento lírico modernista que llegó a su apogeo en Guayaquil con la publicación de El Telégrafo Literario. Por otro lado, en la ciudad de Quito, Aurelio Falcón y Luis F. Veloz, cultivaron esta estética con la revista que fundaron, Altos Relieves.

### La generación decapitada

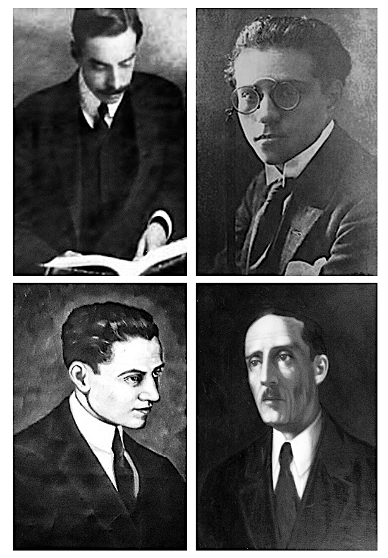
Los poetas de la Generación decapitada: Arturo Borja, Medardo Ángel Silva, Humberto Fierro y Ernesto Noboa y Caamaño.

El pionero de la Generación Decapitada fue Arturo Borja poeta ecuatoriano modernista, nació en Quito en 1892. De ascendencia noble, viajó a París en su adolescencia, donde descubrió la literatura francesa y el opio, influyendo profundamente en su obra. A su regreso a Ecuador, lideró un grupo de jóvenes poetas modernistas y publicó en la revista "Letras", donde promovió la renovación literaria y la influencia francesa. La revista "Letras" fue un espacio clave para Borja y otros modernistas como Ernesto Noboa y Caamaño, donde contrastaron la modernidad urbana con la tradición rural ecuatoriana. Borja abogó por una estética influenciada por autores franceses y modernistas como Rubén Darío, y por una postura política liberal, en un contexto de cambios sociales tras la revolución liberal ecuatoriana. Casado a los 20 años, Borja se suicidó un mes después, en 1912, causando conmoción en la sociedad ecuatoriana. Su muerte prematura marcó a la Generación decapitada, cuyos miembros también tuvieron vidas truncadas. Su obra, publicada póstumamente como "La flauta de ónix", es considerada un hito del modernismo ecuatoriano, y su legado perdura en homenajes y reconocimientos. Es importante destacar también a Medardo Ángel Silva, nacido en Guayaquil en 1898, fue un destacado poeta, escritor, músico y compositor ecuatoriano, considerado el mayor exponente del modernismo en la poesía de su país y miembro de la Generación decapitada. A pesar de su corta vida, dejó un legado literario significativo, que abarca poesía, novela, ensayos y crónicas. Su obra se caracteriza por una profunda melancolía y una obsesión con la muerte, temas recurrentes en sus poemas y escritos. Silva comenzó a escribir versos desde temprana edad y logró publicar sus trabajos en periódicos locales y revistas literarias. A diferencia del resto de la generación, sus orígenes eran humildes. Su obra más conocida incluye el poemario "El árbol del bien y del mal" y la novela "María Jesús". Además de su producción literaria, Silva también se destacó como cronista de la vida nocturna de Guayaquil, describiendo tanto la bohemia como el lado marginal de la ciudad. Su poema "El alma en los labios" se convirtió en un famoso pasillo, popularizado por el cantante Julio Jaramillo. La vida de Silva terminó trágicamente a los 21 años, cuando se suicidó en presencia de su ex-enamorada. A pesar de su prematura muerte, su obra ha sido objeto de numerosos homenajes, incluyendo la publicación de sus "Obras Completas" y la creación de una película sobre su vida. En Guayaquil, se erigió un monumento en su honor, consolidando su lugar como una figura importante en la literatura ecuatoriana.
Por otro lado, Ernesto Noboa y Caamaño fue un poeta ecuatoriano modernista, perteneciente a la "Generación decapitada". Procedente de una familia acomodada, su poesía estuvo influenciada por los poetas malditos franceses y su viaje a Europa. Su obra se caracteriza por la melancolía, el pesimismo y la predilección por las drogas, aunque también mostró un dominio magistral de la forma poética y una sensibilidad única. Publicó "Romanza de las horas" en 1922, donde destaca el poema "Emoción vesperal". Noboa y Caamaño murió a los 38 años, víctima de su adicción a las drogas, dejando un legado poético que lo sitúa como una de las figuras más importantes del modernismo hispanoamericano. Por su parte, Humberto Fierro fue un poeta ecuatoriano nacido en Quito en 1890, perteneciente a la Generación Decapitada, un grupo de poetas de principios del siglo XX. Proveniente de una familia acomodada, recibió una educación esmerada y se dedicó desde joven a la lectura, especialmente de poetas franceses simbolistas y parnasianos. Su pasión por la literatura lo llevó a entablar amistad con otros miembros de la Generación Decapitada, como Arturo Borja y Ernesto Noboa y Caamaño. Sus principales obras se encuentran en los poemarios "El Laúd en el Valle" y "La Velada Palatina", donde destacan poemas como "Tu Cabellera" y "Hojas Secas". Su poesía se caracteriza por una sensibilidad extrema y una profunda conexión con el simbolismo francés. A diferencia de otros miembros de su generación, Fierro no tuvo una muerte temprana, sino que trabajó como amanuense y llevó una vida bohemia, frecuentando bares de Quito con sus amigos poetas. Fierro falleció repentinamente en 1929 a los 39 años. Las causas de su muerte no están claras, aunque se barajan la caída accidental y el suicidio. Su legado poético fue reconocido en la revista Grupo América, donde se destacó su verso simbolista y su capacidad para fusionar el sentimiento con la reminiscencia literaria.

### La poesía modernista de Moreno Mora y José María Egas
Otro autor importante, aunque no fue parte de la "generación decapitada" fue sin duda Alfonso Moreno Mora, nacido en Cuenca en 1890, reconocido por su sensibilidad y lirismo. A diferencia de otros poetas de su época, no formó parte de la "Generación Decapitada", aunque compartió con ellos el espíritu de la época. Su poesía se caracterizó por la nostalgia, el romanticismo y una profunda conexión con la naturaleza, influenciada por su infancia en Cuenca y Tarqui. Moreno Mora dejó un importante legado en la literatura ecuatoriana. Fundó la revista "Páginas Literarias" y promovió la obra de otros poetas modernistas. Su influencia se extendió a través de su enseñanza y sus colaboraciones en diversos medios escritos. Sus poemas, como "Jardines de Invierno" y "Elegías", exploran temas de soledad, belleza y la fugacidad de la vida, reflejando su visión única del mundo. A pesar de su reconocimiento, Moreno Mora llevó una vida personal marcada por la melancolía y el desencanto, temas recurrentes en su obra. Falleció en 1940, dejando un legado poético que sigue siendo celebrado en Ecuador, especialmente en su ciudad natal, Cuenca, donde su influencia perdura en festivales literarios y discusiones sobre su obra.
Por otro lado, José María Egas, poeta ecuatoriano nacido en Manta en 1896, se consolidó como una figura prominente en la literatura de su país. Su obra, que abarca temas como el amor, la pérdida y la trascendencia, ha dejado una huella perdurable en la cultura ecuatoriana, con numerosos poemas musicalizados que enriquecen el patrimonio artístico nacional. Desde joven, Egas mostró un talento excepcional para la poesía, destacando en certámenes escolares y colaborando en revistas y diarios. En 1916, fundó la revista "Renacimiento" para promover la poesía moderna en Ecuador. A lo largo de su carrera, Egas combinó su pasión por la literatura con estudios de jurisprudencia y una destacada trayectoria en la política y la diplomacia. Se graduó como abogado en 1927 y ocupó importantes cargos, como miembro del Tribunal Supremo Electoral y Ministro Juez de la Corte Suprema. Su poesía, arraigada en la fe cristiana pero con un matiz pagano y sensual, alcanzó gran popularidad, especialmente su poema "Líndica", que se convirtió en un éxito popular en Ecuador. Sus poemas fueron musicalizados por destacados compositores ecuatorianos, dando origen a pasillos icónicos que aún resuenan en el folclore del país. En la última etapa de su vida, Egas se dedicó a la poesía religiosa, publicando obras como "El Milagro" (1951), que recibió elogios por su sinceridad y profundidad. A pesar de enfrentar dificultades económicas y problemas de salud, su legado perdura a través de su poesía, que ha sido incluida en numerosas antologías y ha inspirado canciones populares. José María Egas murió en Guayaquil en 1982, dejando un  legado en la literatura Ecuatoriana.

### La prosa modernista y la crítica literaria
Un autor importante que se formó literariamente con el modernismo es Isaac J. Barrera. Nacido en Ecuador, en 1884, en una familia de comerciantes y agricultores. A pesar de las dificultades económicas, logró estudiar en el Colegio San Gabriel gracias a una beca, donde conoció a Gonzalo Zaldumbide. La muerte de su padre y las limitaciones financieras lo llevaron de regreso a Otavalo, pero su pasión por la lectura lo impulsó a escribir para periódicos, lo que le trajo tanto reconocimiento como problemas, incluyendo un breve encarcelamiento. Barrera inició su carrera como crítico literario en el diario "El Comercio" y se relacionó con poetas modernistas como Arturo Borja. Fue cofundador de la revista "Letras", donde publicó bajo varios seudónimos, consolidando su reputación en el mundo literario ecuatoriano. La revista evolucionó del modernismo al naturalismo, reflejando las influencias literarias de la época. En 1925, Barrera fundó el semanario político "El Sol" y continuó su carrera literaria, influenciado por el arielismo y admirador de Juan Montalvo. Amplió su campo de estudio a la historia, impartiendo clases en la Universidad Central. Su prolífica producción literaria y su influencia en la cultura ecuatoriana marcaron su legado. Su carrera alcanzó su apogeo con la fundación de la revista "Letras" y la publicación de obras fundamentales como "Historia de la Literatura Ecuatoriana". Barrera se convirtió en una figura clave en la vida cultural de Ecuador, miembro de importantes academias y un prolífico escritor que exploró tanto la literatura como la historia. Su estilo erudito y su admiración por el Siglo de Oro español no le impidieron interesarse por la poesía popular y las raíces culturales de su país. Además de su contribución a la literatura, Barrera también participó activamente en la política ecuatoriana, defendiendo los principios liberales y la importancia de la libertad de prensa. Su legado perdura a través de sus numerosos escritos y su influencia en la vida intelectual de Ecuador, donde es recordado como un hombre ejemplar y un promotor incansable de la cultura. A Barrera se suma además el escritor Galo René Pérez quien fuera un importante crítico literario ecuatoriano, nacido en Quito en 1923 y fallecido en la misma ciudad en 2008. A lo largo de su vida, desempeñó roles significativos en instituciones literarias y culturales de Ecuador, incluyendo la Secretaría de Educación Pública y la presidencia de la Casa de la Cultura Ecuatoriana. Su prolífica carrera incluyó la publicación de 14 libros, con ensayos y críticas literarias que alcanzaron reconocimiento internacional. En 2004, recibió el Premio Nacional Eugenio Espejo, el máximo galardón literario de Ecuador.

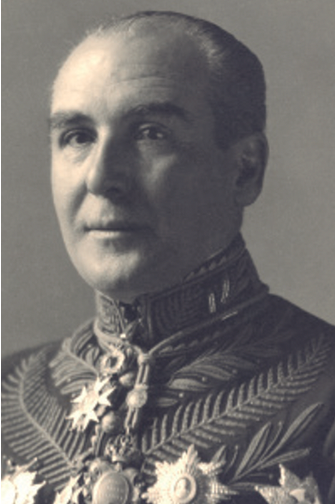
Gonzalo Zaldumbide

Por otro lado, es importante destacar la prosa de Gonzalo Zaldumbide quien mostró inclinación por las letras desde joven, influenciado por su padre, Julio Zaldumbide, quien fuera además poeta romántico. En 1902, fundó la Sociedad Jurídico-Literaria, donde publicó sus primeros poemas. Estudió leyes y viajó a París con una beca, donde desarrolló su carrera como crítico literario, publicando ensayos sobre Henri Barbusse y Gabriele D'Annunzio, además de obras narrativas como "La parábola de la Virgen Loca y de la Virgen Prudente" y "La Ilusión de viajar". A su regreso a Ecuador, escribió la novela "Égloga trágica" en 1909 y colaboró en la revista "Letras" de Isaac J. Barrera. Su primera etapa se caracterizó por la diversidad de géneros literarios, incluyendo artículos, ensayos y cuentos. Destaca su artículo "El anarquista" y su ensayo "De Ariel", donde muestra su afinidad con las ideas de Rodó. También escribió "Visión de Norteamérica", compartiendo la visión de la hegemonía estadounidense en el continente. A partir de 1915, Zaldumbide se enfocó en la crítica literaria e historia latinoamericana, influenciado por el arielismo. Realizó importantes descubrimientos y aportes a las letras americanas, como el rescate de la obra de Juan Bautista Aguirre, a quien consideró el gran poeta del siglo XVIII. Gonzalo Zaldumbide dudó en publicar su novela "Égloga trágica" debido al anacronismo que significaba terminar su novela de juventud en los últimos años de su carrera, consideradolo extemporáneo para la época. Sin embargo, tras consultar con Gabriela Mistral, decidió publicarla, recibiendo elogios por su prosa modernista y descriptiva. Críticos como Aurelio Espinosa Pólit, Julio Tobar Donoso, Enrique Anderson Imbert y Hernán Rodríguez Castelo destacaron la belleza y precisión de su estilo, considerándolo un referente en la prosa ecuatoriana y latinoamericana del siglo XX.
Por otro lado, José Rafael Bustamante fue un destacado político y escritor ecuatoriano del siglo XX. Su carrera se caracterizó por su compromiso con la denuncia de los abusos del poder militar a través del periodismo y la literatura, así como por su participación activa en la política, donde ocupó cargos importantes como Ministro Plenipotenciario, Canciller y Vicepresidente interino. Tras su renuncia a un gobierno militar, se dedicó a la academia, dejando un importante legado intelectual. En el ámbito literario, Bustamante es conocido por su novela "Para matar el gusano", publicada en 1915, considerada una de las últimas novelas "liberales" importantes de la literatura ecuatoriana. La obra, escrita inicialmente en 1911, retrata la vida en Quito, destacando la pobreza y la atmósfera de la ciudad. Aunque aún no alcanza la plena integración entre descripción y ritmo narrativo, "Para matar el gusano" introduce nuevas y valiosas cualidades a la novela ecuatoriana. La novela de Bustamante se inscribe dentro de una generación que cerró la vigencia intelectual y literaria liberal en Ecuador. "Para matar el gusano" se mantiene como una obra relevante, comparable a "Pacho Villamar" en su representación de la vida en Quito. La obra de Bustamante refleja las tensiones políticas y sociales de la época. Se caracterizó por la justeza de palabras y el enfoque en la descripción de los lugares, así como las reflexiones de los personajes. Su novela introduce un nuevo elemento en el debate sobre las tensiones del modernismo en Ecuador. Bustamante utiliza contrastes entre ciudad y campo, nuevo y tradicional, y democrático y aristocrático para representar las contradicciones de la modernidad ecuatoriana. El protagonista, un burócrata de clase media quiteña, educado en una universidad laica y pública, representa las instituciones modernas creadas por el liberalismo. Su viaje al campo, en busca de ocio, lo enfrenta a un mundo de relaciones señoriales, generando una tensión que refleja las angustias del proyecto modernista. La novela de Bustamante, por lo tanto, se convierte en un análisis de las tensiones entre la modernidad liberal y las estructuras tradicionales en el Ecuador de principios del siglo XX, utilizando el contraste entre el protagonista urbano y el mundo rural como eje central.

## Características del modernismo

### Poesía

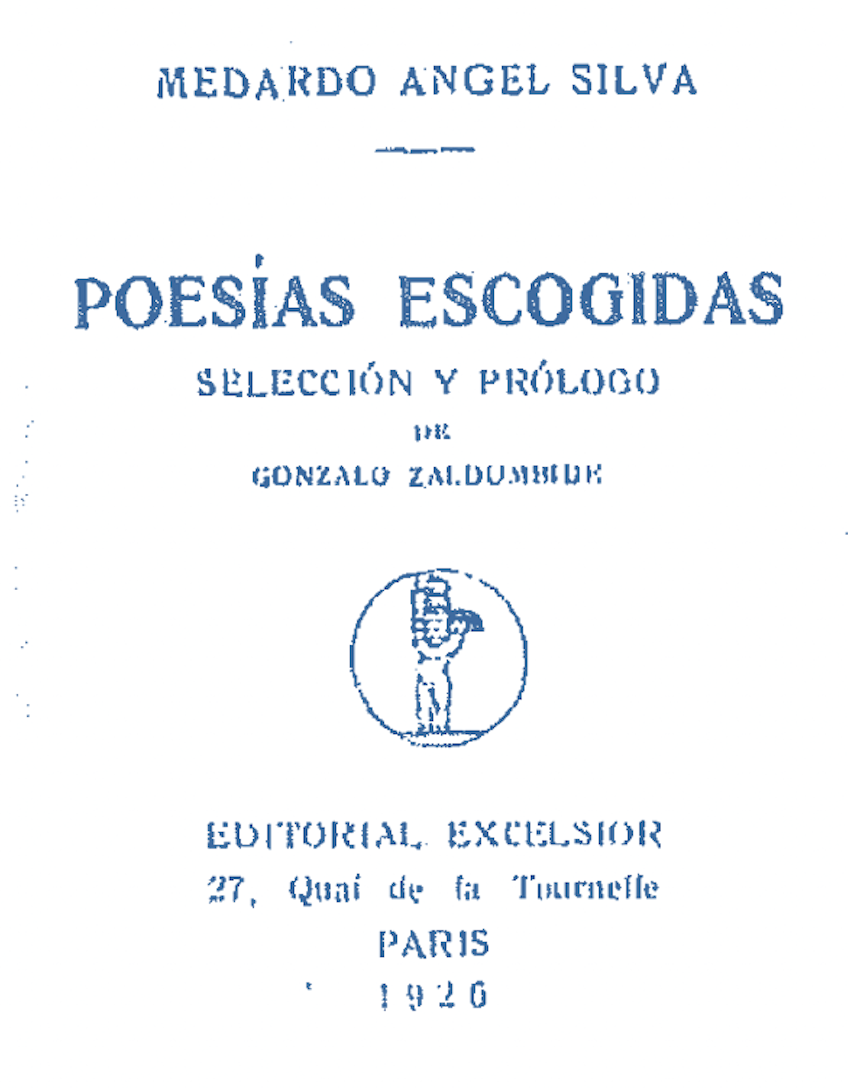
Poesías escogidas de Medardo Ángel Silva con una selección y prólogo de Gonzalo Zaldumbide

El Modernismo literario ecuatoriano, marcado por la Generación Decapitada, se caracterizó por la profunda influencia de la poesía francesa y el simbolismo, la exploración de temas como la melancolía, la muerte y la búsqueda de la belleza ideal, y una marcada renovación del lenguaje poético. Figuras como Arturo Borja, Medardo Ángel Silva, Ernesto Noboa y Caamaño, y Humberto Fierro, a pesar de sus cortas vidas, dejaron un legado de poesía intensa y emotiva que contrastaba la modernidad urbana con la tradición rural ecuatoriana. Estos poetas, influenciados por autores como Rubén Darío y los poetas malditos franceses, introdujeron en la literatura ecuatoriana una estética refinada y una sensibilidad exquisita, donde la forma poética adquirió una importancia primordial. Su obra, marcada por el pesimismo y la obsesión con la muerte, reflejaba la angustia existencial y la búsqueda de trascendencia, temas recurrentes en sus poemas y escritos. Más allá de la Generación Decapitada, otros autores como Alfonso Moreno Mora y José María Egas contribuyeron al Modernismo ecuatoriano con una poesía que exploraba la nostalgia, el romanticismo y la conexión con la naturaleza. Sus obras, arraigadas en la tradición pero con una visión renovadora, enriquecieron el panorama literario del país y dejaron un legado perdurable en la cultura ecuatoriana.

### Prosa

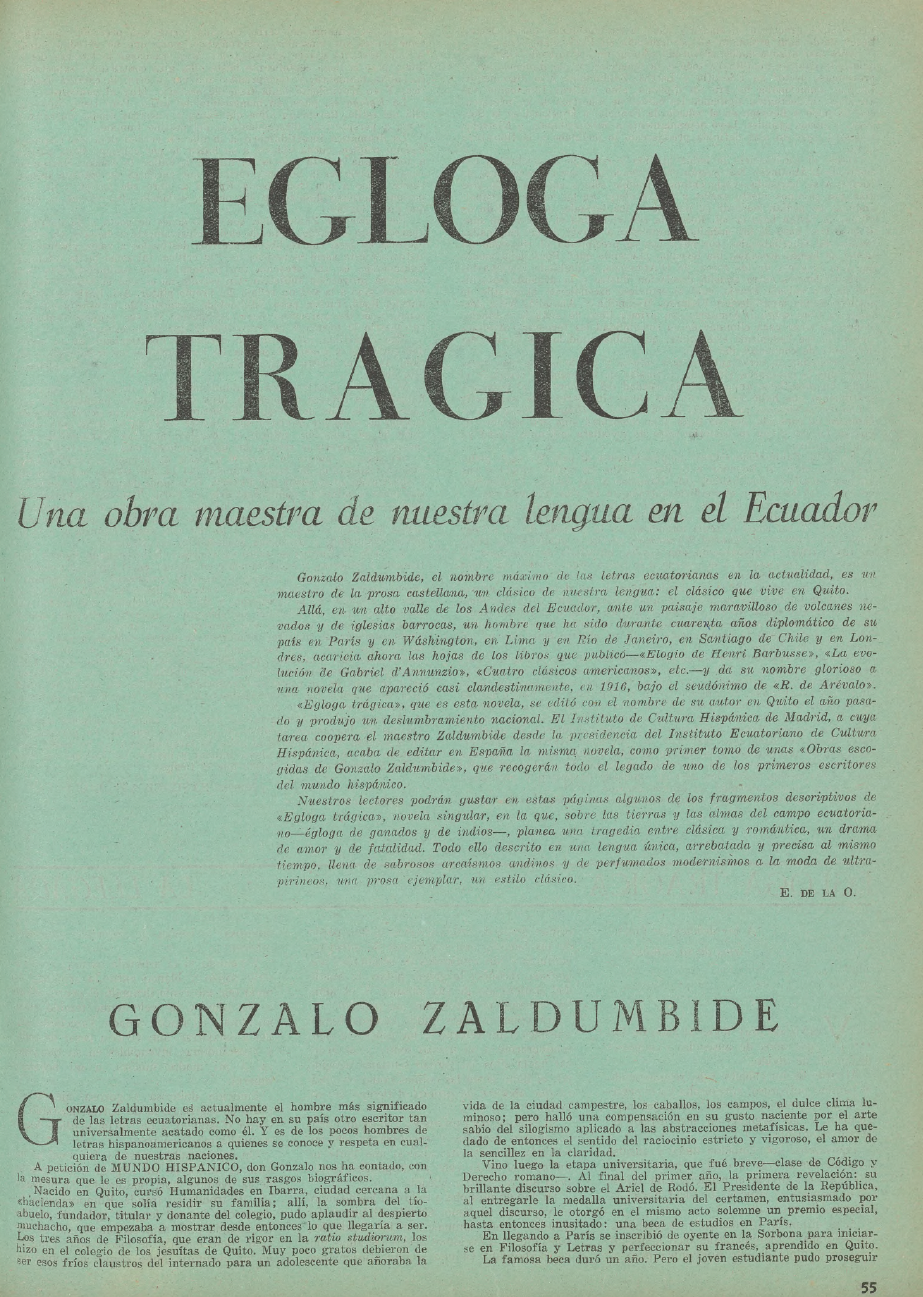
Publicación de fragmentos del libro Égloga Trágica, de Gonzalo Zaldumbide

La prosa modernista ecuatoriana, a través de figuras como Isaac J. Barrera, se caracterizó por una profunda erudición y una marcada influencia del arielismo que sería importante durante sus primeros años de formación. Barrera desarrollaría su carrera, desde la fundación de la revista Letras, hasta convertirse en el crítico literario más importante de su generación. Barrera, con su estilo refinado y su admiración por el Siglo de Oro español, buscó revitalizar la cultura ecuatoriana, abordando temas que reflejaban las tensiones entre la modernidad y la tradición. 
Por otro lado, José Rafael Bustamante, quien también formaría parte de la revista Letras, desarrollaría su prosa en sus escritos filosóficos pero, especialmente a través de su novela "Para matar el gusano", donde ofreció una visión crítica de la sociedad ecuatoriana de principios del siglo XX, y exploró las tensiones entre la modernidad liberal y las estructuras tradicionales. Su obra, tiene dos de las principales características de la narrativa modernista: el extremo cuidado de las formas y la profunda reflexión filosófica, expresado a través de los personajes. Por esta razón su novela se convertiría en la contraparte literaria de sus investigaciones que plasmaría en su libro "Filosofía de la libertad". Sin embargo, sería Gonzalo Zaldumbide, quien llevaría la prosa modernista a un nivel muy alto por su cuidado de la forma y estilo sofisticado. Su obra, marcada por una prosa preciosista y descriptiva, exploró temas como la identidad latinoamericana y la influencia de la cultura europea. Sería considerado por el poeta Jorge Carrera Andrade como uno de los más altos críticos en literatura que ha dado el Modernismo en América. Igualmente sería considerado por Rodríguez Castelo como "la mas castiza y fina prosa descriptiva del tiempo, y no solo en el Ecuador; acaso en América" además de afirmar que había escrito "la más hermosa prosa que se haya escrito en nuestro siglo XX". Por todas estas razones, a pesar de que se considera que en el modernismo latinoamericano no floreció en la novela sino solamente en la poesía,  Égloga trágica de Gonzalo Zaldumbide es una de las raras excepciones.